# Gadzowice
Gadzowice  (deutsch Schmeisdorf, tschechisch Smíchovy) ist ein Ort in der Stadt- und Landgemeinde Głubczyce im Powiat Głubczycki der Woiwodschaft Opole in Polen. 

## Geographie
Das Straßendorf Gadzowice liegt drei Kilometer westlich von Głubczyce (Leobschütz) und 63 Kilometer südwestlich von Opole (Oppeln), in der Schlesischen Tiefebene an der Psina (Zinna), einem linken Zufluss der Oder. Einen Kilometer westlich von Gadzowice verläuft die Grenze zu Tschechien und östlich verkehrt die Bahnstrecke Głubczyce–Racławice Śląskie.
Nachbarorte von Gadzowice sind im Westen Głubczyce und im Süden Gołuszowice (Kreuzendorf).

## Geschichte

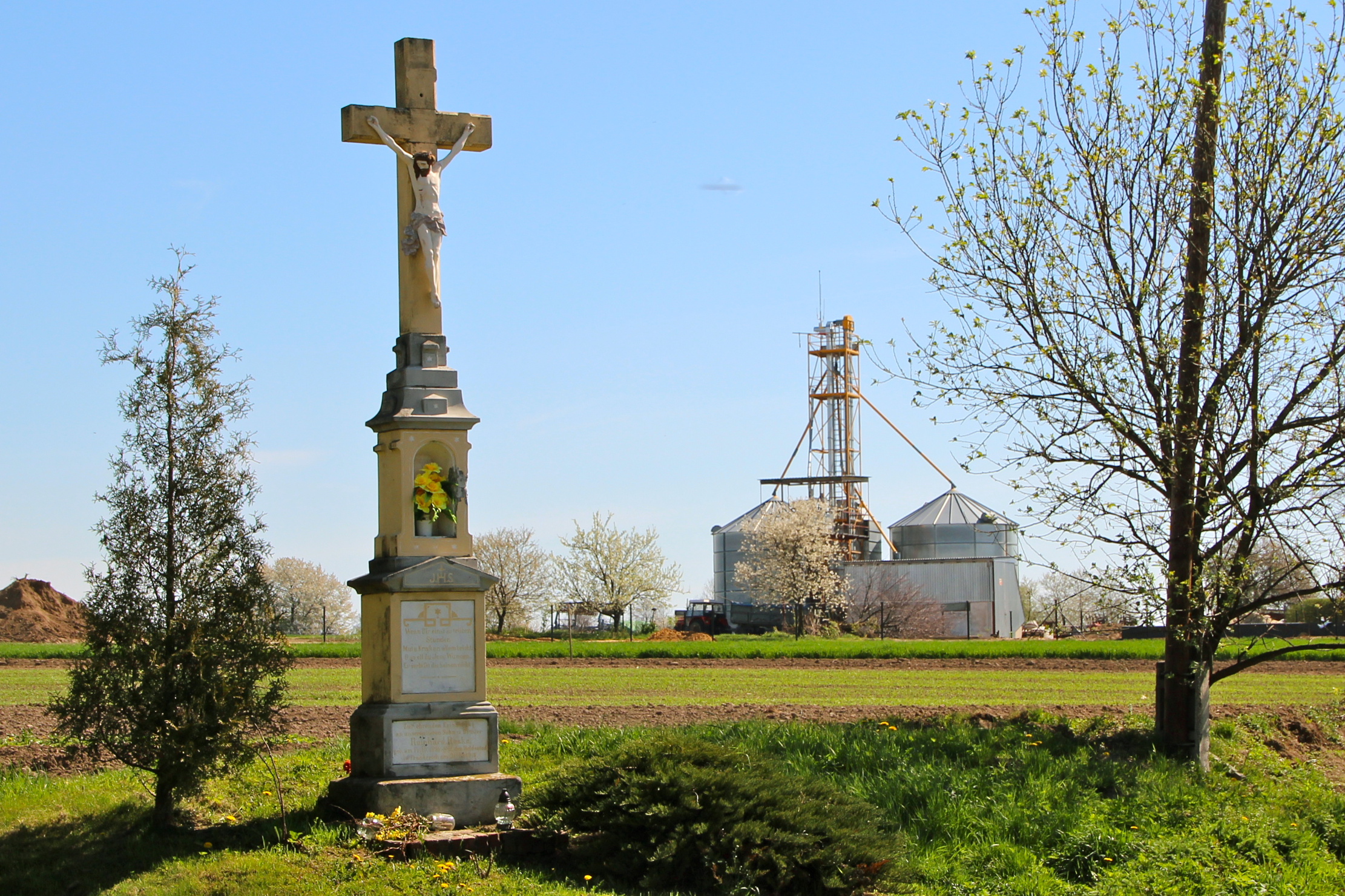
Steinernes Wegekreuz

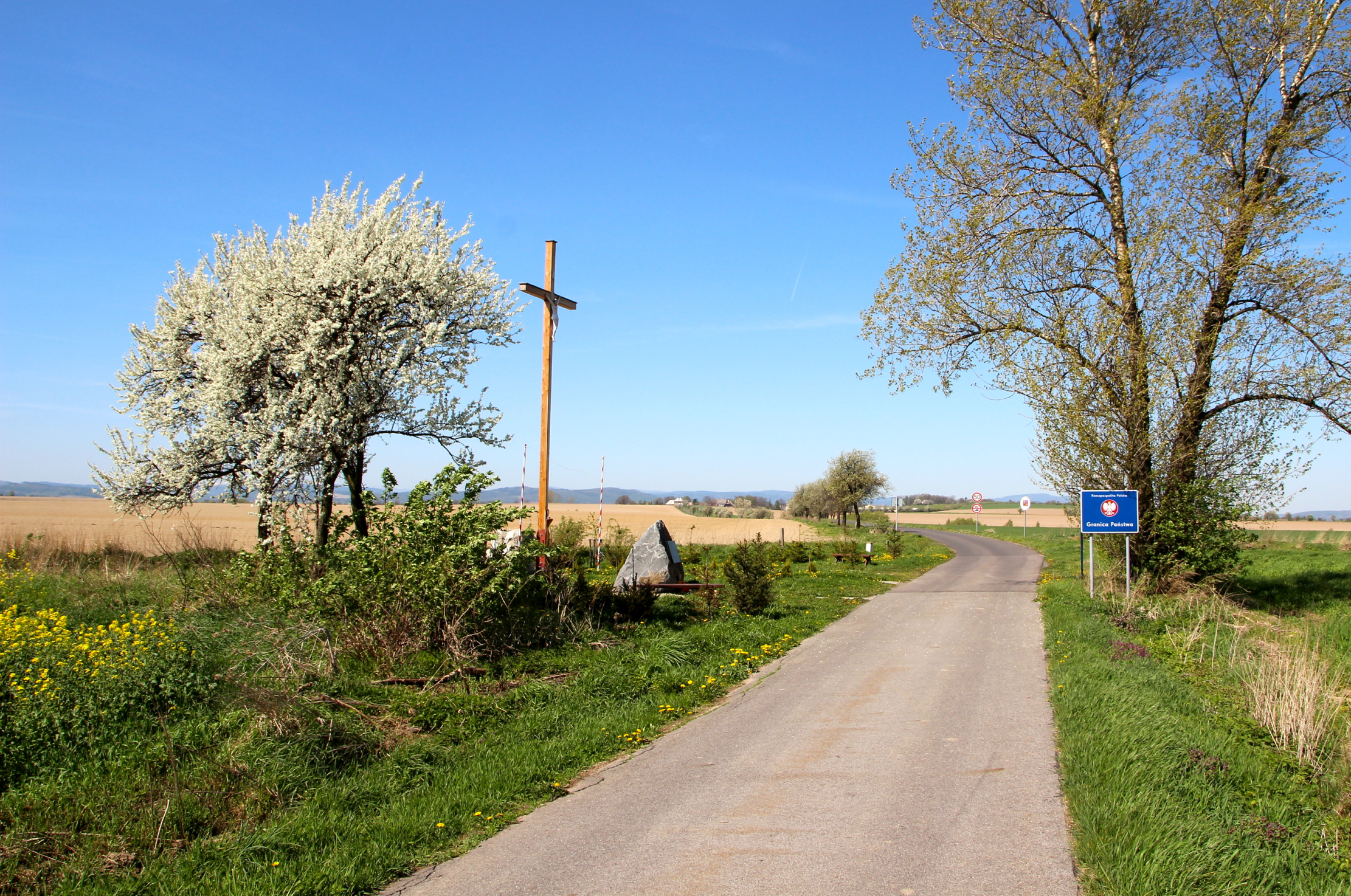
Grenze zu Tschechien mit Wegekreuz

Der Ort wurde 1237 erstmals als Smidesdorf erwähnt. 1377 erfolgte eine Erwähnung als Smiedisdorf bzw. Schmeidisdorf.
Nach dem Ersten Schlesischen Krieg 1742 fiel Schmeisdorf mit dem größten Teil Schlesiens an Preußen.
Nach der Neuorganisation der Provinz Schlesien gehörte die Landgemeinde Schmeisdorf ab 1816 zum Landkreis Leobschütz im Regierungsbezirk Oppeln. 1845 bestanden im Dorf ein Vorwerk, eine Windmühle und 61 Häuser. Im gleichen Jahr lebten in Schmeisdorf 369 Menschen, davon 10 evangelisch. 1861 zählte Schmeisdorf 15 Bauern, 5 Gärtner- und 27 Häuslerstellen. 1874 wurde der Amtsbezirk Schmeisdorf gegründet, welcher die Landgemeinden Blümsdorf, Kreuzendorf, Roben und Schmeisdorf und die Gutsbezirke Blümsdorf und Schmeisdorf umfasste. Erster Amtsvorsteher war der Erbrichter Dittrich in Kreuzendorf.
Im Ersten Weltkrieg fielen zwölf Soldaten aus Schmiesdorf. Bei der Volksabstimmung in Oberschlesien am 20. März 1921 stimmten in Schmeisdorf 316 Personen für einen Verbleib bei Deutschland und 3 für Polen. Schmeisdorf verblieb wie der gesamte Stimmkreis Leobschütz beim Deutschen Reich. 1933 zählte der Ort 376 Einwohner, 1939 wiederum 356. Bis 1945 gehörte der Ort zum Landkreis Leobschütz. Im Zweiten Weltkrieg fielen 27 Bewohner aus Schmiesdorf.
1945 kam der bisher deutsche Ort unter polnische Verwaltung, wurde in Gadzowice umbenannt und der Woiwodschaft Schlesien angeschlossen. 1950 wurde Gadzowice der Woiwodschaft Oppeln zugeteilt. 1999 wurde der Ort Teil des wiedergegründeten Powiat Głubczycki. 

## Sehenswürdigkeiten
- Steinerne Wegekreuze
- Hölzernes Wegekreuz am Grenzübergang